# Marek Škarpa
Marek Škarpa (6. srpen 1972 Křivoklát) je český filmový a televizní producent, scenárista a režisér.

## Dílo
Autor a spoluzakladatel filmového měsíčníku FilmJam. V letech 1997 a 1998 spoluzaložil a řídil Lesní filmový festival na Křivoklátě. Jako programový ředitel působil v letech 2003 a 2004 v pražském kině Oko, na jehož přeměnu na plnoformátové klubové kino měl zásadní vliv. Deset let provozoval tři vlastní kina s filmovými kluby.
Jako dramaturg a scenárista se podílel na pořadech Kinobox, Videománie a Prology, měsíčníku o nezávislém a studentském filmu. Jako scenárista působil například na pořadech televize Prima Jak se staví sen, Ano, šéfe! a Na nože!.
Jako scenárista a režisér je podepsán pod dokumentárním cyklem Po stopách hvězd České televize, v rámci kterého se věnoval zejména filmovým hercům a herečkám (mj. Jiřina Jirásková, Jana Brejchová, Jan Tříska, Pavel Landovský, Jan Přeučil, Regina Rázlová, Vlasta Chramostová, Libuše Šafránková, Chantal Poullain). Jeho dokument o Jiřině Švorcové se stal po dlouhé době prvním, oficiálně trezorovým snímkem od Listopadu 89 a předmětem menší mediální bouře. Dokument byl odvysílán až po smrti herečky Jiřiny Švorcové v rámci mimořádného uvedení.
Jako režisér se věnuje nejen televizním pořadům (např. TV Prima – Ano, šéfe!, Na nože!, TV Barrandov – Tajemství svateb a dokumentární cyklus Svatby jako řemen), ale i tvorbě videoklipů pro přední české interprety. Pro Moniku Načevu vytvořil nejen klip k singlu The Garden of Love, ale i celovečerní videofilm The Sick Rose, který vizuálně doplnil celé stejnojmenné CD. Záznamy koncertů natočil jak pro Moniku Načevu tak pro Tonyu Graves a její sólový projekt.
Natočil celovečerní dokumentární rekonstrukci života herečky Vlasty Chramostové s názvem Má Vlast(a), dokument o autorovi legendárního Čtyřlístku Jaroslavu Němečkovi Směr Třeskoprsky a s Pavlem Landovským připravuje dokumentární těkání s názvem Land-of-Sky (prostě Landovský).
Společně s fotografem Petrem Kurečkou se věnuje tvorbě fotografických cyklů, které netradičně zachycují české a slovenské osobnosti. Projekt Proměny představuje české herce, herečky, režiséry, režisérky, zpěváky a zpěvačky v ikonických a ironických rolích slavných postav dějin a kinematografie. Jeho každoroční pokračování (pravidelně od roku 2010) v podobě kalendáře Proměny na podporu Nadace Archa Chantal získala ocenění v soutěži Kalendář roku. Projekt Filmové legendy pak mapuje legendární české i světovké filmové režiséry s odkazy na jejich nejslavnější díla. V rámci Festivalu nad řekou 2009 v Písku pak vznikla série oficiálních portrétů hostů filmového festivalu.

## Filmografie

### Celovečerní dokumenty – producent, scénář a režie
- Má Vlast(a) – celovečerní filmový dokument o Vlastě Chramostové – natáčení
- Land-Of-Sky (prostě Landovský) – celovečerní filmový dokument o Pavlu Landovském – v přípravě

### Dokumentární tvorba – scénář a režie
- Po stopách hvězd: Chantal Poullain – ČT
- Po stopách hvězd: Jan Přeučil – ČT
- Po stopách hvězd: Jan Tříska – ČT
- Po stopách hvězd: Jana Brejchová – ČT
- Po stopách hvězd: Jiřina Jirásková – ČT
- Po stopách hvězd: Josef Dvořák – ČT
- Po stopách hvězd: Libuše Šafránková – ČT
- Po stopách hvězd: Marta Kubišová – ČT
- Po stopách hvězd: Pavel Bobek – ČT
- Po stopách hvězd: Pavel Landovský – ČT
- Po stopách hvězd: Regina Rázlová – ČT
- Po stopách hvězd: Vlasta Chramostová – ČT
- Směr Třeskoprsky – dokument o Jaroslavu Němečkovi a jeho Čtyřlístku – ČT
- Ano, šéfe! – Prima
- 13. komnata – ČT
- Na nože! – Prima
- Tajemství svateb – TV Barrandov
- Svatby jako řemen – TV Barrandov

### Televizní pořady – scénář a dramaturgie
- Kinobox – ČT
- Videománie – TV Nova
- Prology – ČT
- Jak se staví sen – Prima